# Психология денег

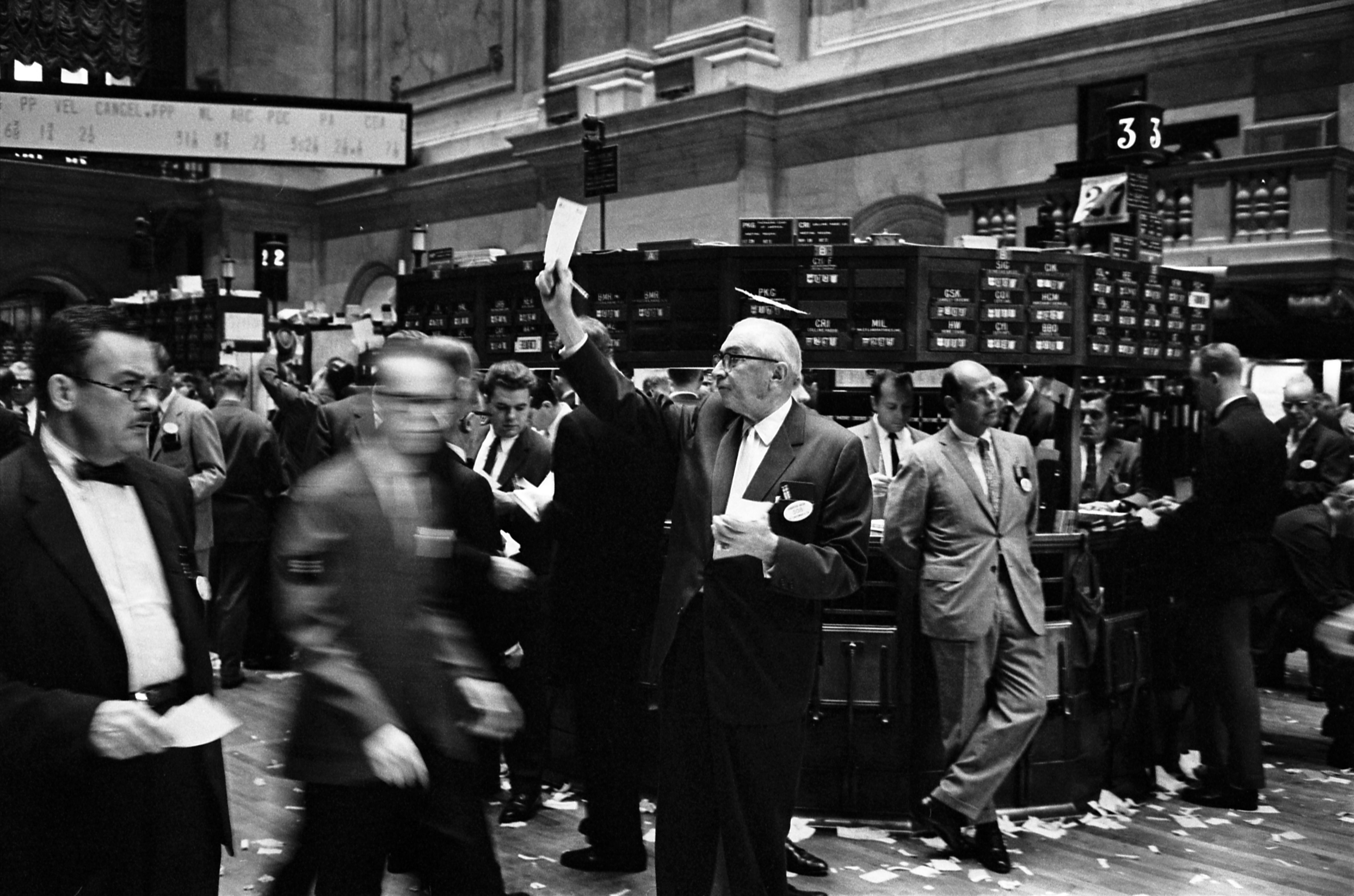
Страсти на Нью-Йоркской фондовой бирже

Психология денег — направление психологии, изучающее отношение человека к деньгам и к другим людям в связи с денежными отношениями, а также влияние денежных факторов на поведение человека, в частности на принятие решений.
Тесно связано с экономикой и нейроэкономикой. Экспериментальные исследования показывают, что поведение человека в ситуациях, в которых он оперирует деньгами, достаточно предсказуемо, хотя в некоторых случаях такие предсказания расходятся с положениями классических экономических теорий. Хотя тема «человек и деньги» долгое время считалась уделом наук о культуре, последние исследования показывают, что биологические механизмы мозга играют в ней не последнюю роль. Оказалось, что операции мозга во многом сходны с процессами в экономических системах. Исследователи полагают, что изучение психологии денег поможет улучшить жизнь человека и в конечном итоге сделать его счастливее.

## Деньги в культуре и экономике
Несмотря на безусловно важную роль денег в жизни человека, связанные с ними психологические эффекты мало изучались в XX веке. Исследователи 20-го столетия сосредотачивались на социологических и антропологических аспектах денег (Belk and Wallendorf, 1990). Ученые же, работающие в области экспериментальной психологии и нейронауках, этой проблемой практически не занимались, так как считалось, что у мозга нет отделов, специализированных для обработки информации, связанной с деньгами. Предполагалось, что, так как деньги появились в хождении относительно недавно (несколько тысячелетий назад, а бумажные несколько сотен лет назад), эволюция структур мозга не могла отразить это нововведение. Отсюда делался вывод, что деньги должны быть предметом наук, изучающих человеческую культуру, а не предметом экспериментальной психологии и нейронаук.
Критика этого утверждения основывается на том, что не обязательно иметь особый отдел мозга, чтобы оперировать с денежными понятиями (например, так же, как и работать с ПК) — а значит, психология денег может быть частным случаем так называемой «психологии игр» (которая основывается на теории игр, оперирующей ресурсами и стратегиями их добычи). Деньги — лишь пример такого ресурса.
Экономика, наука, посвященная изучению денег, долгое время была теоретической дисциплиной, построенной на математике (Davis, 2006). Эта традиция начала постепенно ломаться с развитием экономической психологии (Webley et al., 2001), поведенческой экономики (Altman, 2006) и экспериментальной экономики (Kagel and Roth, 1995).

### Поведенческая экономика
Поведенческая экономика изучает влияние психологических, когнитивных, эмоциональных, культурных и социальных факторов на решения отдельных лиц и институтов, а также то, как эти решения отличаются от тех, которые подразумевает классическая экономическая теория.
В 2002 году психолог Даниэль Канеман и экономист Вернон Л. Смит были удостоены Нобелевской премии по экономическим наукам. Канеман был награжден премией «за интегрированные выводы из психологических исследований в экономическую науку, особенно в отношении человеческих суждений и принятия решений в условиях неопределенности», в то время как Смит был награжден премией «за установление лабораторных экспериментов в качестве инструмента эмпирического экономического анализа, особенно в изучении альтернативных рыночных механизмов».

## Исследования
Уже первые психологические исследования действий человека в экономике показали, что поведение человека в ситуациях, в которых он принимает решения, связанные с деньгами, вполне предсказуемо, хотя может и не соответствовать схемам классических экономических теорий (Furnham and Argyle, 1998).
Среди предсказуемых психологических эффектов были выявлены следующие:
- Денежная иллюзия — тенденция человека воспринимать номинальное, а не реальное количество денег, то есть не делать поправку на инфляцию (E. Shafir et al., 1997; Fehr and Tyran, 2001).
- Денежный консерватизм — сопротивление любым денежным реформам, даже если они полезны. Примером может служить сопротивление введению монеты в один доллар в США (Caskey and St Laurent, 1994).
- Денежное табу — культурные ограничения на денежный обмен, даже если такой обмен желателен с экономической точки зрения. Например, в некоторых культурах не принято платить за секс и дарить родителям и дедушкам и бабушкам деньги.
- Эффект замалчивания. О деньгах не принято говорить. Несомненной трудностью, связанной с изучением индивидуальных особенностей отношения к деньгам, является «закрытость» данной темы. Место денег и внимание к ним людей в отечественной психологии часто недооценивается, денежная тематика упускается, замалчивается, считается профанной и неприличной для обсуждения, вытесняется. Как говорят англичане «Любой разговор — это разговор о деньгах», но эта тема идет подтекстом. О деньгах в некоторых культурах не принято разговаривать. Как отмечают российские исследователи, «крайне деликатными для того, чтобы их можно было обсуждать с интервьюером, участники опроса считают такие темы, как … размер и источник доходов (67,7 %), денежные накопления (73,2 %), супружескую измену (77,6 %) и сексуальные отношения (78,5 %)» (Мягков, А. Ю. 2002). На это обращает внимание и А. Б. Фенько: "Подтверждением аффективной заряженности темы денег для респондентов стало и недоверчивое отношение многих из них к самой процедуре опроса. Так, в одной из групп, где респондентами выступали школьные учителя, 58 % отказались заполнить анкету, сочтя вопросы «неприличными» (Фенько А. Б., 2004).
- Эффект денежного напряжения — эмоциональная насыщенность отношений людей к деньгам и отношений между людьми по поводу денег. Деньги сопровождаются любовью и ненавистью, завистью и жертвенностью, люди испытывают разные, но, как правило, сильные чувства, что характеризует эту сферу как эмоционально зараженную, контрастную или амбивалентную в отношениях к деньгам. Обратной стороной данного эффекта является феномен приписывания эмоционально значимым явлениям повышенной денежной стоимости. Наглядный пример можно обнаружить в статье Макса Зингера «Жизнеспособность мифических чисел» (2005), в которой автор показывает, что реальный ущерб от имущественных преступлений наркоманов в Нью-Йорке переоценивается примерно в 10 раз, но при этом «мифическое» число устойчиво в сознании людей и постоянно используется в официальных источниках. Этот феномен можно объяснить тем, что происходит компенсация эмоционального напряжения благодаря завышенной — в денежном выражении — стоимости явления или его последствий.
- Эффект иллюзии материальности денег. Традиционно деньги относят к сфере материального, потребность в деньгах считают материальной потребностью и ценность денег — материальной ценностью. В своих работах М. Ю. Семенов (2005, 2010) развивает идею о том, что деньги не относятся исключительно к материальному, а, являясь социально-конвенциональным средством, могут быть использованы для удовлетворения большинства потребностей, в том числе и социальных, и духовных. Однако смещение положения денег в социальных представлениях ученых в сторону материального М. Ю. Семенов объясняет тем, что типичные материальные потребности легко удовлетворяются за деньги, а потребности социальные или самоактуализационные для удовлетворения, кроме обезличенных денег, предполагают использование личностных ресурсов.
- Эффект денежной профанации. Использование денег в качестве оплаты труда и прочих видах взаимодействия людей показывает количественную оценку этих действий, что превращает взаимодействие людей из сакрального, необычного в профанное, ординарное. Такая трансформация переживается как опошление и оценивается людьми негативно. Поэтому, например, в русской культуре родственники предпочитают оказывать друг другу услуги бесплатно или бартером.
- Эффект разных денег. Хотя люди используют одно слово «деньги», значения могут быть различные, как различны и сами деньги: деньги вообще (как функция), наличные и безналичные, монеты и купюры, рубли и доллары, деньги на депозите или на кредитной карте. Разные деньги — разные отношения, разные люди — различное отношение к одному и тому же виду денег. В психосемантическом исследовании с использованием частного семантического дифференциала, проведенном А. А. Капустиным в Ярославле (1999), зафиксировано множественное отношение к различным монетарным формам (рубли, доллары) и монетарным понятиям (деньги и идеальные деньги). Так, реальные деньги характеризуются как злые, безнравственные, невидимые, а идеальные деньги — как чистые, надежные, добрые, легкие, нравственные, щедрые, уважаемые. Поэтому в исследованиях обычно указывается, о каком виде денег идет речь, и при сравнении исследований необходимо обращать внимание на этот момент.
- Эффект размера денег. Изменение суммы денежных средств предполагает и изменение правил обращения с ними. Мелочь не поднимают (см. исследования А.Фернема в 1984—1985 гг., Семенова М. Ю. в 2009 и 2010 гг.), а крупные суммы стараются скрывать. Очевидно, что на континууме величины денежных средств существуют определенные пороги, после которых происходит изменение отношения к деньгам. Например, известный в США «порог ста долларов».
- Эффект одалживания. Обычно морально осуждается заимствование денег и морально одобряется одалживание, причем в виде безвозмездной финансовой помощи. Социальные нормы и стереотипы финансового поведения граждан в России не дают однозначного ответа на вопрос: одалживать деньги или нет. Одалживание и кредиты являются в начале 2000-х постоянно обсуждаемой темой: сначала как источник развития потребительского спроса и новая для россиян сфера денежных отношений, а затем — как источник стресса и новых форм поведения при возникновении финансовой задолженности.
- Эффект индивидуального экономического поведения. Денежное поведение, его формы и его мотивация существенно различаются на макро-, мезо- и микроуровне. Экономика и социология активно исследуют эту тему, но в основном на макроуровне, на уровне социальных общностей. Индивидуальное экономическое поведение оказалось существенно отлично от поведения групп и организаций (см., например, Паркинсон С. Н. «Законы Паркинсона»), исследования в этой области активно проводятся как в рамках поведенческой экономики, так и в рамках экономической психологии.
- Эффект денежной арифметики. Формально логические математические операции (сложение, вычитание, деление и т. д.) с абстрактными числами и с деньгами имеют отличные правила и нормы. Такие операции с деньгами М. Ю. Семенов предложил называть «денежной арифметикой».
- Эффект преимущественной ценности денег. Деньги более ценны, чем товары аналогичной стоимости. Деньги — очень пластичная вещь: они легко превращаются в другие вещи или услуги благодаря распространенности операции купли-продажи. То есть деньги крепко связаны с торговлей и обслуживают социальный обмен. В отличие от большинства вещей деньги — высоко ликвидный товар, поэтому деньги крайне редко бывают ничейными, за исключением мелочи. Переход денег в обмен на вещи проще, чем вещей — в деньги, поэтому государство, участвуя в операциях «деньги-товар», как правило, защищает сторону тех, у кого деньги. Закон РФ «О Защите прав потребителей» создан для защиты держателей денег — потребителей. Большинство вещей требует больше ресурсов (временных, интеллектуальных, материальных, физических, социальных и пр.) для того, чтобы превратиться в деньги или другие вещи, а вот обратная операция осуществляется гораздо проще.

Выявление этих психологических закономерностей послужило стимулом к дальнейшим исследованиям в области экспериментальной психологии.
В опубликованном в 2006 году исследовании (Vohs et al., 2006) сообщается, что простое упоминание денег или использование их в качестве элемента психологического эксперимента (например, чтение вслух или про себя фраз о деньгах) оказывает существенное влияние на поведение и цели испытуемых. В принятии решений испытуемые начинают ориентироваться на собственное мнение, то есть стремятся к самодостаточности (self-sufficiency). Похожие результаты наблюдали и другие исследователи (Bargh et al., 2001), которые показали, что испытуемым достаточно прочитать несколько слов, обозначающих достижения, чтобы превзойти контрольную группу в разгадывании головоломок.
Параллельно с психологическими исследованиями начала развиваться нейроэкономика (Glimcher, 2003), которая утверждает, что такие функции мозга, как мотивация и принятие решений, подобны решению аналогичных задач в экономических системах. Было, например, показано, что разные отделы мозга активируются при манипуляции аналогами экономических факторов — временем между выполнением задачи и получением за неё оплаты либо величиной оплаты.

## Аномалии
Не все явления поддаются логическому объяснению на первый взгляд. Такие феномены называются парадоксами и аномалиями. Так, например, в некоторых случаях желание продать имеющийся предмет может с ростом цены на него уменьшиться. Этот эффект исследовал Ричард Талер.

## Перспективы
Статья, опубликованная в журнале Science (Burgoyne and Lea, 2006), утверждает, что исследования психологии денег важны по двум причинам. Первая причина состоит в том, что деньги — одна из важнейших ценностей для человека, живущего в условиях современной экономики. Таким образом, следует изучать их влияние на все сферы человеческой деятельности. Вторая причина в том, что реакция человека на финансовые факторы оказывает существенное влияние на его жизнь. Например, Vohs et al. показали, что одна лишь мысль о деньгах переводит мозг в состояние, в котором человек становится индивидуалистом. Также показано, что чем больше человек ценит финансовый успех, тем меньшее значение для него имеет положение дел в обществе (Grouzet et al., 2005). Психологическое тестирование показывает, что люди с высоким индексом ориентации на материальные ценности менее счастливы (Burroughs and Rindfleisch, 2002). Таким образом, исследование психологии денег может в конечном итоге помочь сделать людей счастливее.